# Vincent Bezecourt
Vincent Bezecourt (Aire-sur-l'Adour, 10 giugno 1993) è un calciatore francese, centrocampista del Geylang International.

## Palmarès

### Club
- MLS Supporters' Shield: 1

New York Red Bulls: 2018

### Nazionale
- Universiadi: 1

Kazan' 2013